# Nainhi
Nainhi (en népalais : नैन्ही) est un comité de développement villageois du Népal situé dans le district de Mahottari. Au recensement de 2011, il comptait 8 403 habitants.